# Жаворонков, Семён Фёдорович
Семён Фёдорович Жа́воронков (11 [23] апреля 1899 — 6 июня 1967, Москва) — советский военачальник, маршал авиации (1944). Командующий авиацией Военно-Морского Флота в 1939—1946 годах. В послевоенное время руководил гражданской авиацией Советского Союза (1949—1957).

## Биография
Детство и юность
Семён Федорович Жаворонков родился 11 (23) апреля 1899 года в деревне Сидоровская Кинешемского уезда Костромской губернии (в 1935 году вошла в состав Лухского района Ивановской области). Окончил начальную сельскую школу. С 1910 года (с 11-ти лет) работал в Вичуге на текстильной фабрике. В 1917 году вступил в РСДРП(б), в июле — создал и возглавил Вичугский Союз рабочей молодежи.

### Гражданская война
В сентябре 1917 года вступил в Красную Гвардию. В составе Кинешемского красногвардейского коммунистического отряда участвовал в подавлении антибольшевистского Ярославского восстания в июле 1918 года. В сентябре 1918 года добровольцем вступил в Красную Армию. Участник Гражданской войны: красноармеец 1-го советского Кинешемского полка, заведующий агитационной секцией Кинешемского гарнизонного красноармейского клуба, с ноября 1918 — комиссар батальона 29-го стрелкового полка 7-й стрелковой дивизии, с марта 1919 — военный комиссар отдельного батальона связи этой дивизии. Воевал на Восточном фронте против Сибирской армии войск адмирала А. В. Колчака в районе Воткинска и Ижевска, с лета 1919 года — на Южном фронте против войск генерала А. И. Деникина, в 1920 году — на советско-польской войне, после её завершения в 1920—1921 годах — против отрядов С. Н. Булак-Балаховича в Белоруссии и Н. И. Махно на Украине.

### Межвоенный период
Служил в 7-й стрелковой дивизии до июня 1922 года, когда был направлен на учёбу. В 1926 году окончил Военно-политическую академию РККА имени Н. Г. Толмачёва. По их окончании был направлен на политработу в ВВС РККА: с 1926 года помощник начальника по политчасти Военно-технической школы ВВС РККА, помощник по политчасти командира 3-й авиабригады Ленинградского военного округа, помощник по политчасти командира 13-й авиабригады Северо-Кавказского военного округа (Новочеркасск).
В 1929 году последовало новое крупное служебное изменение: Жаворонков был переведён в ВВС Рабоче-Крестьянского Красного флота: военком и начальник политотдела Управления ВВС Морских сил Чёрного моря. Через два года его вывели в распоряжение Главного управления РККА, ведавшего перемещением начальствующего состава, и направили вновь на учёбу. В 1932 году он окончил курсы усовершенствования комсостава при Военно-воздушной академии имени профессора Н. Е. Жуковского. С 1932 года — командир-военком 66-й отдельной авиационной эскадрильи, командир 34-й авиагруппы ВВС Морских сил Чёрного моря.
Решив, что он не сможет полноценно командовать авиационными частями, если сам не владеет пилотированием самолётами, в том же 1932 году С. Жаворонков обратился к начальнику ВВС РККА Якову Алкснису с рапортом о направлении на учёбу, и вскоре «молодой курсант» в возрасте 33 года приступил к занятиям в авиашколе. В 1933 году окончил 1-ю военную школу лётчиков имени А. Ф. Мясникова. Затем командовал 107-й и 106-й (с января 1935) авиабригадами на Чёрном море.
В 1936 году окончил оперативный факультет Военно-воздушной академии имени Н. Е. Жуковского. Назначен командиром 101-й тяжелобомбардировочной авиабригады ВВС Особой Краснознаменной Дальневосточной армии (Чита). С июля 1937 года — командир 5-го тяжелого бомбардировочного авиакорпуса Забайкальского военного округа. С декабря 1937 года — заместитель, с начала 1938 года — командующий ВВС Тихоокеанского флота. Участвовал в боевых действиях у озера Хасан летом 1938 года. С июля 1939 года — начальник ВВС Военно-Морского флота. Уже в этой должности участвовал в советско-финской войне 1939—1940 годов.

### Великая Отечественная война
В Великую Отечественную войну С. Ф. Жаворонков вступил в прежней должности.
Он внёс предложение наркому ВМФ о нанесении самолётами флота ударов по военно-промышленным объектам Берлина. Выполнение этой задачи Ставка Верховного Главнокомандующего возложила персонально на С. Ф. Жаворонкова. В августе-сентябре 1941 года находящиеся под его командованием части совершили 10 боевых вылетов на Берлин. С 7 августа до 4 сентября на Берлин было произведено девять рейдов. Было сброшено 311 бомб общим весом 36 тонн (британская авиация за весь 1941 год сбросила на Берлин всего 35 тонн бомб). За разработку и руководство этой операцией был награждён орденом Красного Знамени.
Семен Федорович руководил действиями ВВС Краснознаменного Балтийского флота при обороне Ленинграда от массированных налётов врага, лично уделял внимание созданию воздушного прикрытия над Ладожским озером для обороны «Дороги жизни». Находился на фронте при проведении Тихвинской наступательной операции. С осени 1941 года и особенно в 1942 году на Северном флоте лично организовывал воздушное прикрытие союзных арктических конвоев и военно-морских баз при разгрузке пришедших транспортов с грузами по ленд-лизу.
При содействии Жаворонкова в морской авиации в 1942 году произведено массовое перевооружение на новые типы самолётов, а в начале 1943 года была реорганизована с учётом опыта войны вся структура морской авиации — вместо авиационных бригад были сформированы специализированные (истребительные, бомбардировочные, минно-торпедные и т. д.) авиационные полки, которые в свою очередь разделены на полки прикрытия баз и кораблей и на полки сопровождения. С середины 1943 года внедрялась новая техника борьбы с противником на море — крейсерские полеты одиночных самолётов-торпедоносцев со свободным поиском врага и атакой обнаруженной цели. Однако когда потери одиночных самолётов в таких рейдах стали расти, он же предложил производить вылеты группами не менее звена.
С 1944 года под руководством Жаворонкова началось воздушное наступление над Балтийским морем. В феврале 1945 года, по заданию советского правительства, он обеспечил перелет в Советский Союз делегаций стран-участниц Ялтинской конференции.

### Послевоенная карьера
В декабре 1946 года был переведён в Главное управление гражданского воздушного флота при СМ СССР, и с этого времени 13 лет трудился в структурах Гражданской авиации СССР (с оставлением его в кадрах Вооружённых сил). Сначала был заместителем начальника Главного управления Гражданского воздушного флота, затем в 1949 году окончил Высшие академические курсы при Высшей военной академии имени К. Е. Ворошилова. С сентября 1949 по 1957 год — начальник Главного управления Гражданского воздушного флота, 8 лет руководил всей гражданской авиацией СССР. С 1957 года — вновь первый заместитель начальника Главного управления ГВФ. С 25 мая по 2 июня 1958 года был председателем 52-й Генеральной конференции ФАИ, проходившей в Москве (единственная конференция, прошедшая в Российской империи, СССР, РФ). С ноября 1959 года в запасе по состоянию здоровья.
Жил в Москве. Продолжал заниматься научной деятельностью в «Аэрофлоте», работал над мемуарами, но окончить их не успел. Ряд фрагментов рукописи опубликован в «Военно-историческом журнале». 
Умер 8 июня 1967 года в Москве. Похоронен на Новодевичьем кладбище.

## Воинские звания
- Комбриг (28.11.1935)[7]
- Комдив (26.02.1939)[8]
- Комкор (26.04.1940)[9]
- Генерал-лейтенант авиации (04.06.1940)[10]
- Генерал-полковник авиации (31.05.1943)[11]
- Маршал авиации (25.09.1944)

## Награды
- 2 ордена Ленина (21.04.1940, 21.02.1945),
- 4 ордена Красного Знамени (13.08.1941, 11.01.1944, 3.11.1944, 24.06.1948),
- 2 ордена Ушакова I степени (19.08.1944, 28.06.1945),
- орден Нахимова I степени (14.09.1945),
- орден Кутузова II степени (24.02.1945),
- орден Трудового Красного Знамени (16.04.1963),
- медали
- именное оружие.

## Увековечивание памяти
- Бюст в г. Вичуга Ивановской обл.
- Мемориальная доска установлена в г. Иваново[12].
- Его именем названы улицы в г. Иваново и г. Вичуге.
- Выборгское авиационно-техническое училище гражданской авиации (ВАТУ ГА) имени маршала авиации С. Ф. Жаворонкова.
- В 2014 году присвоено звание Почетного гражданина города Вичуга (посмертно).